# Georges Gratiant
Georges Gratiant (Saint-Esprit, 1907 – 1992) fou un polític martiniquès. Fill d'una família de mulatos acomodats, va estudiar al Liceu Schoelcher i es llicencià en dret a França. Exercí com a advocat a Fort-de-France i alhora fou influït pel comunisme.
Durant els anys 1930 va fundar amb René Ménil, Victor Lamon i Thélus Léro el grup "Front commun" i el 1936 es van fusionar amb el grup "Jean Jaurès" per a formar el 1938 la "Région Communiste de la Martinique".
De 1941 a 1943 participà amb René Ménil, Aristide Maugée, Aimé i Suzanne Césaire en la redacció de la revista Tropiques que lluita contra l'alienació cultural i contra la França de Vichy. Després de la guerra va defensar tesis assimilacionistes i el 1946 fou elegit president del Consell General de Martinica, el primer amb l'estatut departamental.
El 1948 fou l'advocat defensor dels setze de Basse Pointe setze obrers agrícoles acusats de la mort d'un propietari béké en un hotel de Basse-Pointe. La seva oratòria fou determinant per tal que en el judici celebrat a Bordeus el 1951 tots fossin absolts.
El 21 de setembre de 1957 fou un dels fundadors del Partit Comunista Martiniquès amb René Ménil, Léopold Bissol i Victor Lamon, que reclama una assemblea autònoma per a Martinica i un nou estatut. El 1959 fou escollit alcalde de le Lamentin, càrrec que ocuparà fins al 1989.
El 1961, després que la policia provoqués la mort de tres obrers agraris en una vaga a Le Lamentin, va pronunciar el "Discours sur les trois tombes" : Qui vulgui pa li daran plom en nom de la llei, em nom de la força, en nom de França, en nom de la força de la llei que ve de França. Això va provocar la còlera del ministre de guerra Pierre Messmer qui el va portar als tribunals, però finalment fou absolt. També es va posar de part de les reivindicacions populars durant el cas OJAM i durant les vagues de 1974.
Ocupà l'alcaldia de Le Lamentin fins al 1989, quan deixà el testimoni al seu adjunt Pierre Samot. Després de morir el 1992 la Place d'Armes de Lamentin fou batejada com Place Georges Gratiant.